# Gapennes
Gapennes (picardisch: Gapeinne) ist eine nordfranzösische Gemeinde mit 273 Einwohnern (Stand 1. Januar 2022) im Département Somme in der Region Hauts-de-France. Die Gemeinde liegt im Arrondissement Abbeville und ist Teil der Communauté de communes Ponthieu-Marquenterre und des Kantons Abbeville-1.

## Geographie
Gapennes liegt im Ponthieu größtenteils östlich der Départementsstraße D12, die vom rund fünf km entfernten Saint-Riquier nach dem 11 km entfernten Crécy-en-Ponthieu führt. Zur Gemeinde gehört das isolierte Gehöft Le Quesnoy im Nordwesten. Das Gemeindegebiet liegt im Regionalen Naturpark Baie de Somme Picardie Maritime.

## Geschichte
In Gapennes wurden Steinwerkzeuge und römische Töpferwaren gefunden. Im Jahr 831 lag die Herrschaft bei der Abtei Saint-Riquier. 1524 und 1632 wurde das Dorf durch spanische Truppen niedergebrannt. Am Ende des 19. Jahrhunderts bestand eine Ziegelei. 1944 wurde bei einem Bombardement, das der nahegelegenen Raketenabschussbasis der Wehrmacht galt, die Kirche vollständig zerstört.

## Einwohner
| 1962 | 1968 | 1975 | 1982 | 1990 | 1999 | 2006 | 2011 |
| ---- | ---- | ---- | ---- | ---- | ---- | ---- | ---- |
| 287  | 282  | 269  | 240  | 217  | 218  | 243  | 255  |

## Sehenswürdigkeiten

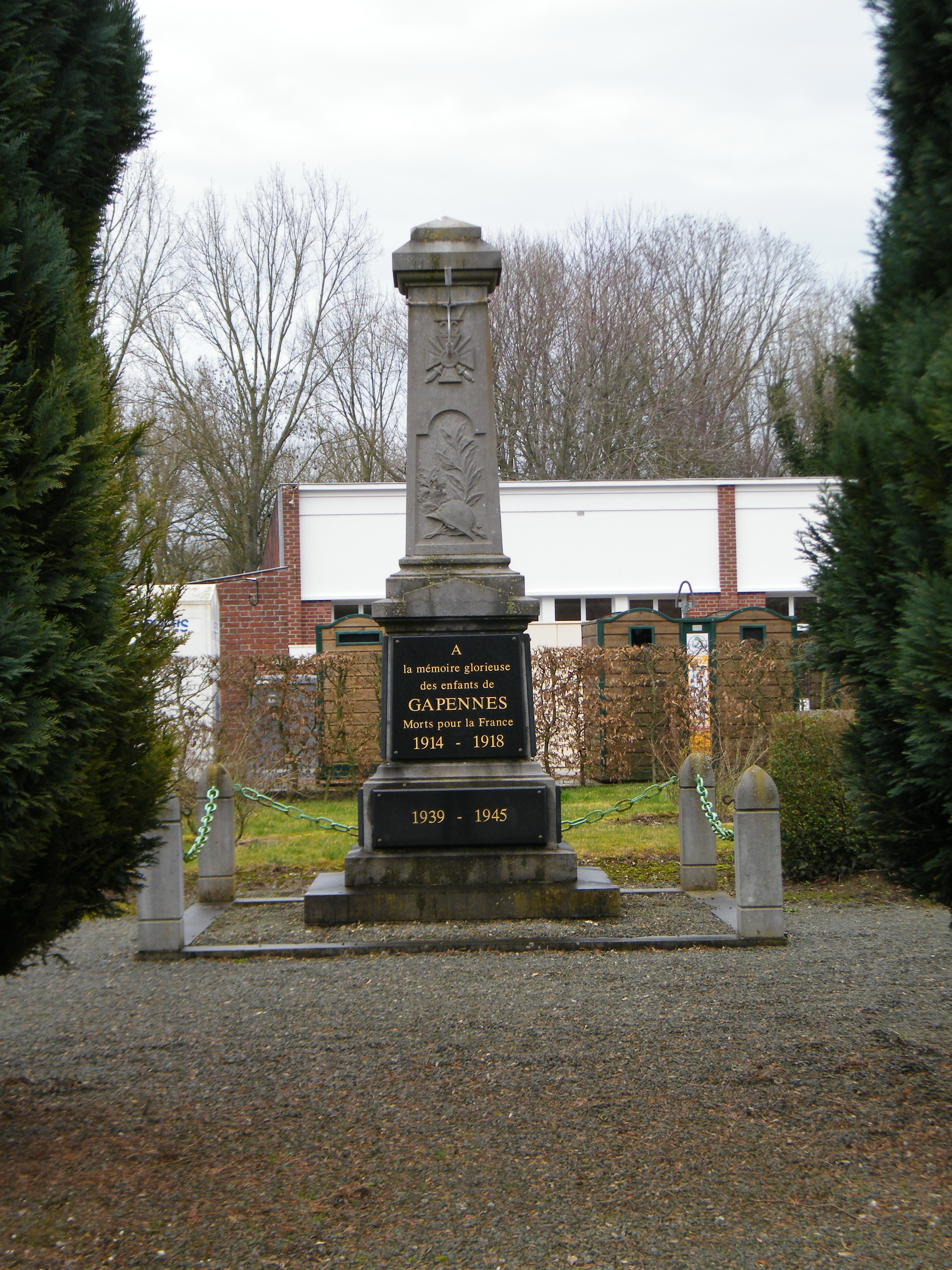
Das Kriegerdenkmal

- Mariä-Himmelfahrts-Kirche, ein Ziegelbau aus der Zeit nach dem Zweiten Weltkrieg[1]
- Ausgedehnte Souterrains unter der Kirche
- 1650 errichtetes Schloss
- Kriegerdenkmal

## Persönlichkeiten
- Jean-François Dufestel (1747–1821), Abgeordneter des Départements (1792), hier geboren.